# Timothy Young
Timothy Paul Young –conocido como Tim Young– (Moorestown, 9 de abril de 1968) es un deportista estadounidense que compitió en remo. Participó en los Juegos Olímpicos de Atlanta 1996, obteniendo una medalla de plata en la prueba de cuatro scull.

## Palmarés internacional
| Juegos Olímpicos | Juegos Olímpicos         | Juegos Olímpicos | Juegos Olímpicos |
| Año              | Lugar                    | Medalla          | Prueba           |
| ---------------- | ------------------------ | ---------------- | ---------------- |
| 1996             | Atlanta (Estados Unidos) | Medalla de plata | Cuatro scull     |